# این سینه‌راما است
این سینه‌راما است (انگلیسی: This Is Cinerama) فیلمی در ژانر مستند به کارگردانی مریان کوپر است که در سال ۱۹۵۲ منتشر شد. از بازیگران آن می‌توان به لوول توماس اشاره کرد. این فیلم، اولین فیلمی است که به صورت سینه‌راما پخش شده است.
در سال ۲۰۰۲، کتابخانه کنگره، فیلم را از لحاظ فرهنگی، تاریخی و زیبایی‌شناسی، درخشان توصیف کرد و آن را برای حفاظت همیشگی در فهرست ملی ثبت فیلم قرار داد.